# Edward Andrade
Pour les articles homonymes, voir Edward Neville.
Edward Neville da Costa Andrade (né le 27 décembre 1887 – mort le 6 juin 1971) est un physicien, écrivain et poète anglais. En sciences, il est surtout connu pour son travail sur la détermination des longueurs d'onde des rayons gamma ; dans la culture populaire, pour sa participation à l'émission radiophonique The Brains Trust (en).

## Biographie
Andrade prépare sa thèse de doctorat à l'université de Heidelberg et se signale dès 1910 par ses travaux sur le fluage primaire des métaux, où il établit que la déformation différée ne dépend que du temps écoulé. Il travaille un court temps avec Ernest Rutherford à Manchester en 1914, où ils déterminent, notamment, la longueur d'onde des rayons gamma du radium,. Au cours de la Première guerre mondiale, il est affecté à l'Ordnance College de Woolwich et y devient professeur de physique en 1920.
De 1928 à 1950, il est Quain Professor (en) de physique à l'university College de Londres, puis professeur de chimie à la Royal Institution pendant trois ans.

### Carrière radiophonique
Pendant la seconde guerre mondiale, Andrade devient une personnalité remarquée de l'émission The Brains Trust (en) de la British Broadcasting Corporation.

## Publications
- Le Mécanisme de la nature,  Dunod (Paris), 1932, texte en ligne disponible sur LillOnum